# 烏克蘭同性婚姻
現時烏克蘭並不承認同性婚姻或民事結合。烏克蘭憲法將婚姻定義為「一個女人和一個男人」之間的婚姻。2022年8月，總統澤倫斯基表示，政府正在研究一項民事伴侶法，該法將為同性伴侶提供婚姻的權利。
2025年6月10日，基輔傑斯尼安斯基區法院承認兩名在美國註冊的烏克蘭男子之間「存在實際婚姻關係」，是烏克蘭首例此類判決。

## 歷史

### 背景
最高拉達於1996年通過的烏克蘭憲法第五十一條規定：「婚姻基於男女雙方的自由同意。配偶雙方在婚姻和家庭中享有平等的權利和義務。」
2018年6月，司法部表示，同性婚姻在烏克蘭「沒有法律依據」。第五十一條的措辭被解讀為禁止同性婚姻；然而，烏克蘭憲法法院法官奧爾哈·索夫吉里亞認為，憲法並未禁止同性婚姻，認為「第五十一條強調的是與異性結婚的自由，而不是當事人應該是不同性別的事實。」
2015年11月23日，烏克蘭政府批准了一項2020年「國家人權戰略」的行動計劃，其中包括承諾在2017年起草一項法案，為異性和同性伴侶建立民事伴侶關係 。
然而，在2018年初，烏克蘭司法部部長帕夫洛·佩特連科（Pavlo Petrenko）表示，由於「收到地區委員會、教會委員會和其他宗教組織的大量上訴」，導致「無法實施烏克蘭註冊民事伴侶關係合法化的法律草案」。

### 2022請願書呼籲平等權利
2022年6月3日，烏克蘭總統官方網站出現了一項在線請願，呼籲同性婚姻合法化。
請願書以俄羅斯入侵烏克蘭為由，寫道：「此時此刻，每一天都可能是最後一天。讓同性有機會組建家庭，並有官方文件證實這一點。他們需要與傳統夫妻一樣的權利。」
驕傲基輔（Kyiv Pride）的媒體傳播主任奧克薩娜·索隆斯卡（Oksana Solonska）表示，「重要的是，在戰爭中，LGBTQ群體有權看到他們的伴侶，並從太平間帶走他們的屍體，並在需要時尋求賠償。所有已婚夫婦都享有這些權利。我們真的希望同性婚姻合法化，這樣人們就可以互相照顧。」
請願書很快獲得支持，截止7月13日，請願書已收集到超過28,000個簽名。達到超過25,000個簽名時總統必須回應的門檻。
2022年8月2日，總統澤倫斯基對請願書發表了官方回應。
澤倫斯基表示，如果沒有修改烏克蘭憲法，就不可能使同性婚姻合法化，並且「烏克蘭的憲法在軍事法或緊急狀態下不能更改。」他亦表示「烏克蘭家庭法典定義了家庭是社會的主要單位。一個家庭由生活在一起、通過共同生活聯繫、有共同權利和義務的人組成，但根據烏克蘭憲法，婚姻是基於女子和男子之間的自由結合（第51條）。」然而，澤倫斯基表示，政府將致力於同性婚姻合法化的民事結合關係的法案。「在現代世界，民主社會的水平通過旨在確保所有公民平等權利的國家政策來衡量。每個公民都是公民社會的不可分割的一部分，他有權享有烏克蘭憲法中規定的所有權利和自由。所有人都在尊嚴和權利上是自由和平等的。」他要求總理丹尼斯·施密哈爾解決這個問題。施密哈爾命令司法部、外交部和社會政策部考慮請願書中提出的問題。
同性伴侶在烏克蘭沒有繼承權、醫院探視權或為生病的伴侶做出醫療決定的權利。
LGBT團體將澤倫斯基的聲明描述為「歷史性的」，並呼籲盡快通過法案：「人們現在需要這個」
引入民事伴侶關係（烏克蘭語：цивільне партнерство，發音：[t͡seˈʋ⁽ʲ⁾ilʲne pɐrtˈnɛrstwɔ]）會讓同性伴侶享有婚姻的部分權益，包括財產權、贍養費、繼承權、配偶特權等。
國會議員Inna Sovsun表示，如果政府不這樣做，她正在考慮向議會提交議員提案。
俄烏戰爭促使烏克蘭軍隊內部致力使同性婚姻合法化，因為同性戀士兵的伴侶沒有獲得與異性伴侶相同的權利和特權，「儘管他們和異性戀同胞一樣勇敢地戰鬥」。
頓巴斯的一名士兵則表示：「當我們保衛國家時，我們就消除了俄羅斯關於所有同性戀者都是共產主義者、馬克思主義者和反烏克蘭的宣傳。我們通過與俄羅斯人作戰並為烏克蘭冒生命危險，摧毀了這些恐同神話。」

## 輿論
俄羅斯在2022年入侵烏克蘭，加強了對承認烏克蘭同性婚姻的支持。
基輔國際社會學研究所進行的調查顯示，反對同性民事結合的人數從2016年的69%下降到2022年的42%。
驕傲基輔（Kyiv Pride）則表示：「人們現在以完全不同的眼光看待某些事情，因為與一個人明天可能離開的事實相比，同性戀較少關注。」
烏克蘭國家科學院社會學研究所社會專業中心在2022年進行的一項民意調查顯示，27%的烏克蘭人完全支持同性婚姻，26%的人支持同性婚姻，但「有部分議題有保留」，這意味著53%的人支持以某種形式承認同性婚姻。這比2016年有了大幅增長，當時只有33%支持承認同性婚姻。

## 註解
1. ↑  俄语：，發音：[ɡrɐʐˈdanskəjə pɐrt⁽ʲ⁾ˈnʲɵrstvə]；[14]克里米亞韃靼語：, 發音：[vɑtɑndɑʃˈlɯq ortɑqˈlɯq]